# Nationernas Grand Prix

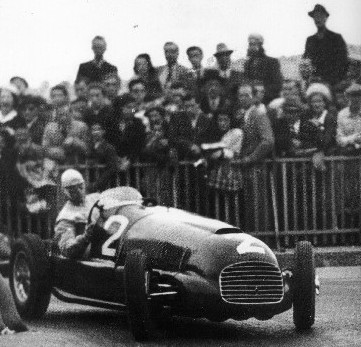
Raymond Sommer i en Ferrari 166 1948.

Nationernas Grand Prix var en Grand Prix-tävling som kördes mellan 1946 och 1950 i den schweiziska staden Genève.

## Historia
Tävlingen kördes på gatorna mellan Genèvesjön och Place des Nations. Tillsammans med Nationernas Grand Prix kördes även en formel 2-tävling kallad Genèves Grand Prix.
Tävlingarna i Genève förbjöds efter en tragisk olycka 1950, där Luigi Villoresi sladdade av banan och dödade tre åskådare. Fem år senare förbjöds all bilsport i Schweiz efter Le Mans-katastrofen 1955.

## Vinnare av Nationernas Grand Prix
| År   | Förare             | Bil        |
| ---- | ------------------ | ---------- |
| 1946 | Giuseppe Farina    | Alfa Romeo |
| 1948 | Giuseppe Farina    | Maserati   |
| 1950 | Juan Manuel Fangio | Alfa Romeo |